# Plasmó
En física, un plasmó és un quàntum d'oscil·lació del plasma (estat de la matèria). El plasmó és la quasipartícula resultat de la quantització de les oscil·lacions del plasma, de la mateixa manera que un fotó o fonó són quantitats d'ones electromagnètiques i mecàniques. Per tant, els plasmons són oscil·lacions de la densitat del gas de Fermi (gas d'electrons lliures), usualment a freqüències òptiques. També poden interaccionar amb un fotó per crear una tercera quasipartícula anomenada polaritó de plasma. Com els plasmons són la quantització clàssica de les oscil·lacions del plasma, la majoria de les seves propietats poden ser derivades de les equacions de Maxwell.
Els plasmons són explicats clàssicament utilitzant el model de Drude dels metalls. El metall és tractat com un vidre tridimensional de ions positius, al costat d'un gas d'electrons deslocalitzat que es mou en aquesta xarxa de ions que formen un potencial periòdic.
Els plasmons tenen un rol important en les propietats òptiques dels metalls. La llum és reflectida quan la freqüència és inferior a la freqüència de plasma, ja que els electrons en el metall apantallen el camp elèctric incident. La llum de freqüència superior a la freqüència de plasma és transmesa pel fet que els electrons del metall no poden respondre tan ràpidament per poder apantallar el camp. En la majoria dels metalls, la freqüència de plasma està en el llindar de la llum ultraviolada, fent-se brillants (reflectivitat) en el rang de la llum visible. Alguns metalls, com ho és el coure o l'or, presenten transicions electròniques de bandes en el rang visible, per la qual cosa algunes longituds d'ona de l'espectre visible (colors) són absorbides, emetent el seu color característic. Un semiconductor és, normalment, en la freqüència de plasma dels electrons en la banda de valència, que es troba en el profund de l'ultraviolat, raó per la qual són també materials reflectius.
Normalment, l'energia del plasmó pot ser estimada en el model de l'electró lliure com:
{\displaystyle E_{p}=\hbar {\sqrt {\frac {ne^{2}}{m\epsilon _{0}}}}}
en què {\displaystyle n} és la densitat d'electrons de conducció, {\displaystyle i} és la càrrega elemental de l'electró, {\displaystyle m} és les massa de l'electró i {\displaystyle \epsilon _{0}} és la permitivitat de l'espai lliure.

## Plasmons de superfície
Els plasmons de superfície són aquells plasmons que estan confinats a les superfícies i que formen un polaritó quan interaccionen amb la llum. Ocorren en la interfície entre un dielèctric i un metall. Permeten explicar les anomalies en la difracció d'una xarxa de difracció metàl·lica (anomalia de Wood) i també són útils en l'espectroscòpia Raman de superfície entre altres aplicacions. La ressonància de plasmons superficials és utilitzada en bioquímica per a l'estudi de mecanismes i la cinètica dels enllaços entre els lligands i els receptors (en l'enllaç entre un substrat i un enzim).
Recentment, els plasmons de superfície són usats per a controlar els colors dels materials; això és possible ja que la forma de la superfície defineix el tipus de plasmons superficials que es poden acoblar i propagar a través d'aquesta. Això, al seu torn, controla la interacció de la llum amb la superfície. Aquests efectes són fàcils de veure en els vitralls que adornen les catedrals medievals. En aquest cas, el color està donat per nanopartícules metàl·liques que interaccionen amb el camp òptic per donar al vidre seu color radiant. Aquests efectes s'han forçat per a ser usats tant en el rang visible com en les microones. Moltes investigacions han avançat en el rang de les microones perquè és possible dissenyar mecànicament superfícies materials amb patrons de l'ordre d'alguns pocs centímetres que són útils per a aquestes longituds d'ones. En canvi, crear plasmons superficials en el rang òptic implica produir superfícies amb detalls menors als 400 nm. Això és molt més difícil de construir i només ha estat possible de fabricar recentment gràcies a la nanotecnologia.

## Aplicacions
Els plasmons es consideren mitjans de transmissió d'informació en microprocessadors i xips d'ordinadors, ja que poden assolir altes freqüències (de fins a 100 THz, mentre que els cables convencionals arriben a desenes de GHz). Els plasmons involucren moviments ràpids dels electrons a través del sòlid, però la pèrdua òhmica desapareix. Perquè l'electrònica obtinguda a partir de plasmons sigui útil ha d'inventar-se el plasmonster, l'anàleg del transistor.
Els plasmons també són candidats per a ser usats en tecnologies d'alta resolució (és a dir, litografia) i microscòpia, a causa de les seves reduïdes longituds d'ona. Les dues aplicacions han tingut demostracions exitoses en diferents laboratoris. A més, els plasmons superficials tenen la capacitat de confinar la llum en dimensions molt reduïdes, cosa que els postula per a moltes noves aplicacions.
Els plasmons superficials són molt sensibles a les propietats dels materials en què es propaguen. Això ha fet que siguin usats en la mesura del gruix de monocapes en pel·lícules de col·loides. Companyies com Biacore han comercialitzat instruments que operen amb aquests principis. Plasmons superficials òptics són investigats per al seu ús en la producció de maquillatges, entre altres usos.